# Assedio di Tlemcen (1335-1337)
L'assedio di Tlemcen durato dal 1335 al 1337 è stato condotto dal sultano merinide del Maghreb al-Aqsa (Marocco) Abū al-Ḥasan ʿAlī ibn ʿUthmān contro la città di Tlemcen, capitale del Regno di Tlemcen (Maghreb centrale) della dinastia degli Zayyanidi. Si trattò del secondo assedio merinide della città: il primo, durato dal 1299 al 1307 fu condotto da Abū Yaʿqūb Yūsuf al-Nāṣr, nonno di Abū al-Ḥasan, ed era terminato con un fallimento; il secondo assedio finì invece con la conquista merinide della città.

## Storia
Il sultano zayyanide del Regno di Tlemcen Abū Tāshfīn avviò le ostilità contro l'Ifriqiya della dinastia hafside nel 1319, invadendo la regione e assediando Bijaya, e mandando un esercito che sconfisse il sultano hafside Abū Yaḥyā Abū Bakr II, che fuggì a Costantina, permettendo ad Abū Tāshfīn di occupare Tunisi.
Il sultano merinide del Maghreb al-Aqsa (Marocco) Abū l-Ḥasan ibn ʿUthmān era sposato con una principessa hafside, e nel 1334 gli Hafsidi gli chiesero aiuto, dandogli una scusa per invadere il Maghreb al-Awsaṭ e l'Ifriqiya (le attuali Algeria e Tunisia).
Nei primi mesi del 1335, le forze merinidi, guidate da Abū l-Ḥasan, invasero il Regno di Tlemcen da ovest, allo stesso tempo il sultano mandò una forza navale in aiuto agli Hafsidi ad est. Abū l-Ḥasan assediò Tlemcen per quasi tre anni.
Nel 1337, Abū l-Ḥasan fu costretto a sospendere l'assedio di Tlemcen a causa di suo fratello, Abū ʿAlī, che, fomentato dagli Zayyanidi, si era proclamato sultano indipendente di Sigilmassa, e minacciava di dividere in due i domini merinidi.
Nel maggio 1337, dopo aver sconfitto il fratello, riprese d'assedio Tlemcen, che si arrese ai Merinidi. Abū Tāshfīn morì durante l'assalto finale, assieme a tre dei suoi figli. I suoi fratelli furono catturati e messi a morte, quindi il Regno di Tlemcen (che comprendeva circa la metà dell'odierna Algeria) fu annesso ai domini dei Merinidi. Abū l-Ḥasan ricevette delegati provenienti dall'Egitto, Granada, Tunisi e dal Mali, che si congratularono con lui per la sua vittoria, grazie alla quale egli otteneva il controllo completo del commercio trans-sahariano.
La prima occupazione merinide del Regno di Tlemcen  durò fino al 1348, quando il sultano Abū Saʿīd ʿUthmān II restaurò il controllo zayyanide su Tlemcen.
Durante l'assedio a servizio di entrambi gli schieramenti c'erano dei mercenari cristiani (farfanes): aragonesi e castigliani.